# Innerbraz
Innerbraz è un comune austriaco di 959 abitanti nel distretto di Bludenz, nel Vorarlberg.